# Majorstuen
Majorstuen o Majorstua es un barrio de la ciudad Frogner en la parte oeste de Oslo, Noruega.
Majorstuen es conocida por su centro, especialmente en el área comercial. La zona cuenta con varias casas desde 1880-1890. El área es también un importante nudo de transporte público en Oslo, donde tiene las líneas de metro, tres líneas de tranvía y cinco líneas de autobuses operan. Es servido por la estación de Majorstuen.